# Coteau du Missouri

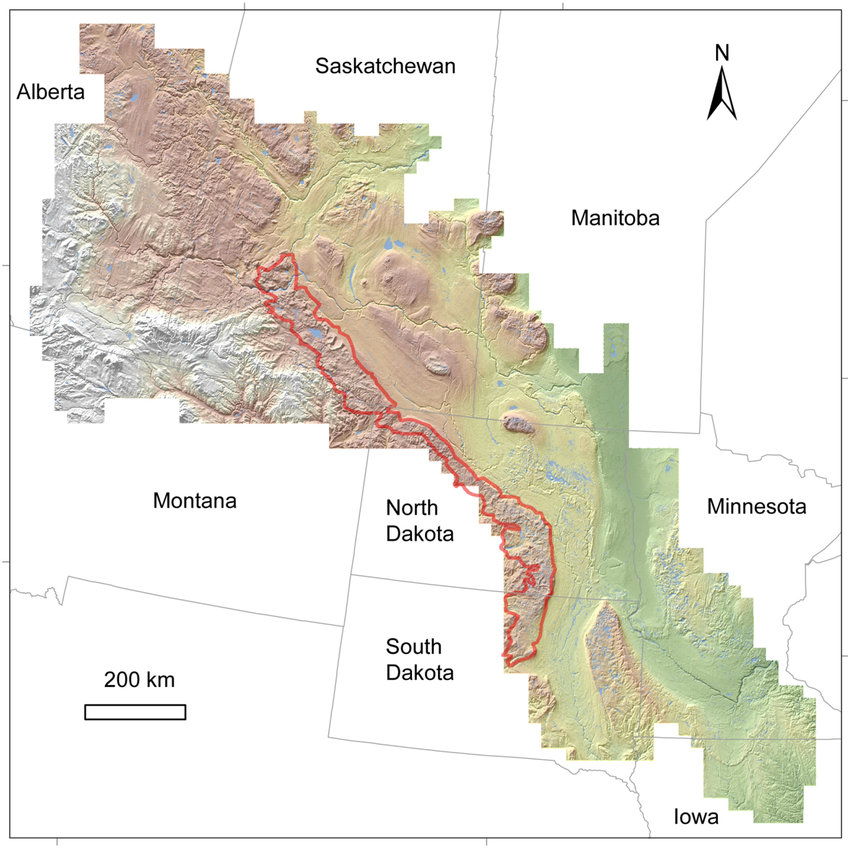
Missouri Coteau (rot) in der Prairie Pothole Region

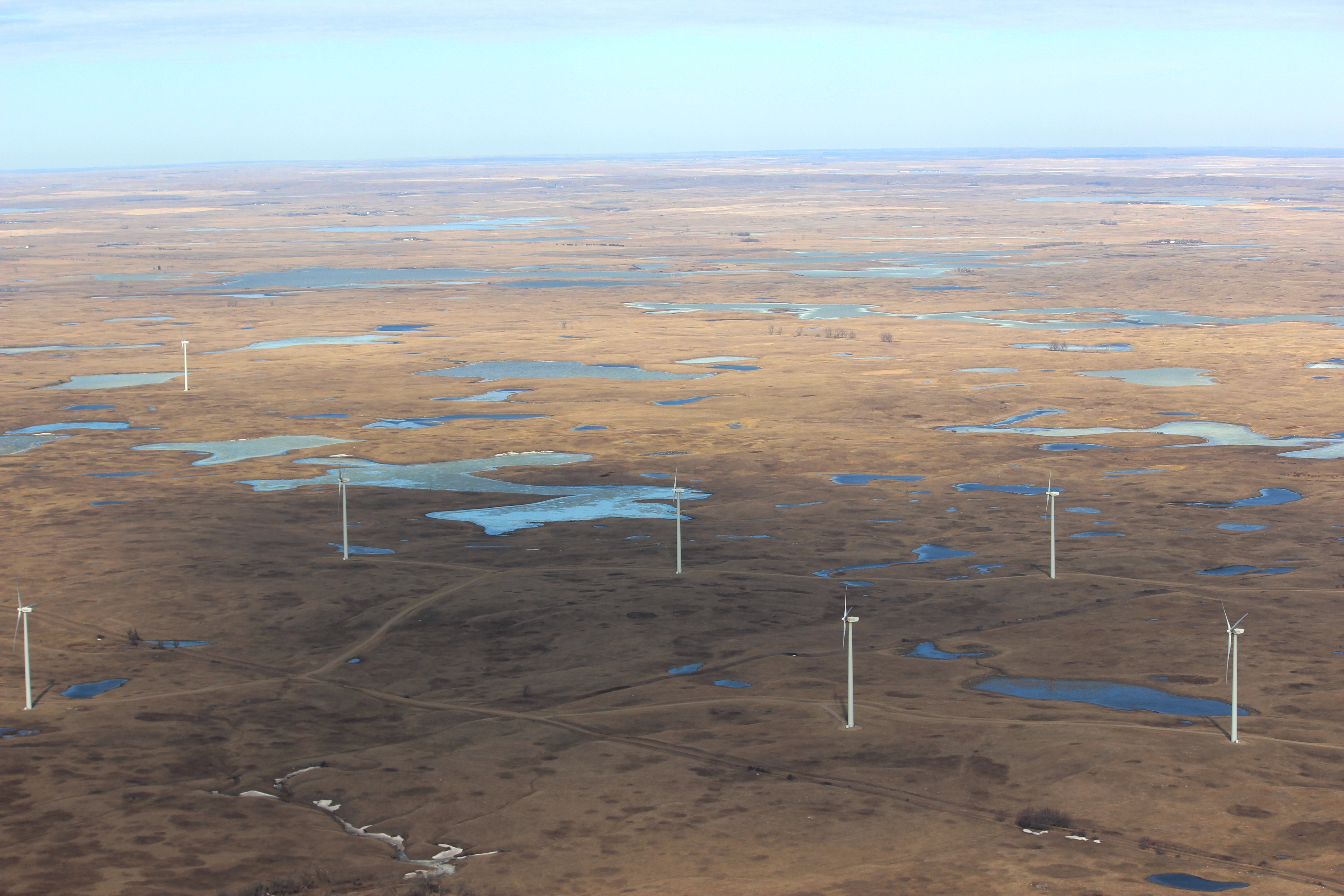
Landschaft der Missouri-Hochebene und Windpark auf der Grenze zwischen Nord- und Süddakota.

Der Coteau du Missouri (auch Missouri Coteau/Couteau oder Missouri Plateau genannt, auf Deutsch etwa Missouri-Hang oder Missouri-Hochebene) ist ein flacher Höhenzug, der sich östlich des Missouri Rivers von South Dakota über North Dakota bis nach Saskatchewan erstreckt. Er bildet die Wasserscheide zwischen dem Missouri und dem Red River of the North. Die Hochebene ist von zahlreichen natürlichen Seen und Teichen geprägt, die ihren Ursprung in der letzten Kaltzeit haben.
Der Couteau du Missouri fällt auf der Westseite deutlich zur etwa 100 – 150 m tiefer liegenden Drift Prairie ab. im Osten geht er langsam in die Great Plains über. Diese langsam abfallende Landschaft wird auch Coteau Slope genannt, die Seen hier entwässern in das Tal des Missouri. Im Südwesten wird die Hochebene von einigen Urstromtälern durchbrochen. Das eiszeitliche Tal des James River bildet die südwestliche Grenze des Höhenzuges.
Geologisch gesehen ist das Plateau Teil der Great Plains und ist vom Hauptplateau im Westen durch den Missouri River abgetrennt. Der Untergrund der Hochebene ist Schiefer, auf dem die Ablagerungen der regelmäßig wiederkehrenden Eiszeiten lagern, unter anderem Braunkohle, Natriumsulfat und Bentonit. Im letzteiszeitlichen Maximum breiteten sich die Gletscher nach Süden aus und wurden von der Geländestufe des Missouri Coteau abgelenkt. Dabei wurden große Eisplatten mit Geschiebe auf dem Missouri Plateau abgelagert. Nach dem Ende der Kaltzeit schmolz das Eis, zurück blieb die heutige Landschaft mit einer über 60 m dicken Sedimentschicht und den sogenannten Toteisseen.
Das Plateau selbst ist schlecht entwässert, es gibt fast keine Bäche oder Flüsse. Da viele der Seen und Feuchtgebiete keinen natürlichen Abfluss haben (man spricht auch von endorheischen Seen), sind einige zu Natronseen geworden. Das Gebiet zählt zur Prairie Pothole Region.
Das Missouri Plateau wird überwiegend von einer Mischgrasprärie bewachsen. Heute ist die Landschaft vor allem eine Getreide- und Weideregion.